# Ecosysteem en cultuurlandschap van Lopé-Okanda
Het Lopé Nationaal Park is een natuurgebied in het Centraal-Afrikaanse Gabon, in de provincies Ogooué-Ivindo en Ogooué-Lolo. Het staat als Ecosysteem en cultuurlandschap van Lopé-Okanda op de werelderfgoedlijst van het UNESCO. Het gebied is 5120 km² groot (plus 1500 km² bufferzone) en werd in 2007 bij de 31e sessie aan de werelderfgoedlijst toegevoegd; het is een van de slechts enkele tientallen gemengde erfgoederen die zowel vanwege hun natuurlijke als hun culturele waarden op de lijst staan. Het maakt deel uit van het overkoepelende Kongogebied.

## Diersoorten
Het ecosysteem en cultuurlandschap van Lopé-Okanda kent een ongebruikelijke combinatie van dicht tropisch regenwoud en savanne's. In het park komen vele diersoorten voor waaronder enkele grote bijzondere primaten als de chimpansee, de westelijke gorilla, de mandril, de zonnestaartmeerkat de zwarte franjeaap en halfapen als de zuidelijke kielnagelgalago en de potto. Andere grote planteneters zijn de bosolifant, het nijlpaard, de West-Afrikaanse lamantijn en holhoornigen als de bosbuffel, de sitatoenga en Ogilbys duiker. Roofdieren die in Lopé-Okanda voorkomen zijn onder meer de Afrikaanse luipaard, de Afrikaanse goudkat en de Afrikaanse wilde hond en tussen de vele vogelsoorten vinden we onder andere de kleine torenvalk, de grijsnekkaalkopkraai, de witkopgier, de Kaapse jan-van-gent, de Gabonstruikzanger en de Loango-dunbekwever.

## Indeling
Het is een serie-nominatie van drie vrijstaande delen: 
- Deel 1. Parc National de Lopé-Okanda (491.291 ha) plus de aangrenzende historische ensembles Doda (1700 ha) en Mokékou (4800 ha). Deel 1 is dus 497.791 hectare groot;
- Deel 2. Het historisch ensemble Elarmékora (10.200 ha), bestaande uit Otoumbi 1, Otoumbi 2, Epona en Junkville;
- Deel 3. Het historisch ensemble Mont lboundji (4000 ha)

Totaal dus 511.991 ha.
- De bufferzone (150.000 ha) bestaat uit een band van 5 km rondom elk deel, plus een corridor tussen deel 1 en deel 3.